# Гілея (літературне об'єднання)
Гілея — літературно-мистецька група раннього українського футуризму в 1910-х роках, яке утворилося на півдні України в маєтку Бурлюків.

## Історія
Назва, яку запропонував поет Бенедикт Лівшиць, запозичена з «Історії» Геродота, де Гілеєю (Hylaea) названа частина Скіфії за гирлом Дніпра. Тут в Таврійській губернії знаходився маєток Чорнянка, де пройшло дитинство і юність братів Бурлюков. У 2011 році зусиллями ентузіастів знайдено будинок в селі Чорнянка, де відбувалося народження групи.
Ватажком групи був Велимир Хлєбніков, організатором Давид Бурлюк. З їхньої ініціативи в 1910 році вийшла перша збірка будетлян — «Садок суддів 1». До групи входили В. Маяковський, В. Каменський, О. Кручоних, Олена Гуро. 